# Лоунйоки
Лоунйоки (устар. Лаун-йоки) — река в России, протекает в Мурманской области. Устье реки находится в 65 км по правому берегу реки Лотта. Длина реки составляет 31 км, площадь водосборного бассейна 324 км². В 2,9 км от устья по правому берегу впадает река Чермайвйоки.

## Данные водного реестра
По данным государственного водного реестра России относится к Баренцево-Беломорскому бассейновому округу, водохозяйственный участок реки — Тулома от истока до Верхнетуломского гидроузла, включая Нот-озеро. Речной бассейн реки — бассейны рек Кольского полуострова, впадает в Баренцево море.
Код объекта в государственном водном реестре — 02010000312101000002285.